# Memoria (película)
Memoria es una película dramática de 2021 coproducida internacionalmente, escrita y dirigida por Apichatpong Weerasethakul. Está protagonizada por Tilda Swinton, Elkin Díaz, Jeanne Balibar, Juan Pablo Urrego, Agnes Brekke y Daniel Giménez Cacho. 
Tuvo su estreno mundial en el Festival de Cine de Cannes el 15 de julio de 2021.

## Trama
Al describir la trama de Memoria en su reseña de cinco estrellas, Peter Bradshaw de The Guardian escribió: "Swinton interpreta a Jessica, una inglesa expatriada que vive en Bogotá y dirige un negocio de jardinería comercial que vende flores; está en Bogotá visitando a su hermana Karen y a su esposo, Juan, porque Karen está enferma en el hospital con una misteriosa afección respiratoria. Una noche, Jessica se despierta de un sueño por un extraño estallido o boom sónico. ¿Qué está pasando?" 

## Elenco
- Tilda Swinton como Jessica Holland
- Elkin Díaz como Hernán Bedoya mayor
- Jeanne Balibar como Agnes Cerkinsky
- Juan Pablo Urrego como el joven Hernán Bedoya
- Daniel Giménez Cacho como Juan Ospina
- Agnes Brekke como Karen Holland
- Jerónimo Barón como Mateo Ospina
- Constanza Guitérrez como la Dra. Constanza

## Producción
En marzo de 2018, se anunció que Tilda Swinton se había unido al elenco de la película, y que Apichatpong Weerasethakul dirigiría un guion que él mismo había escrito. En agosto de 2019 se unieron al elenco de la película Jeanne Balibar, Daniel Giménez Cacho, Juan Pablo Urrego y Elkin Díaz.
La fotografía principal comenzó en agosto de 2019, en Colombia.

## Estreno
En noviembre de 2019, NEON adquirió los derechos de distribución de la película. Tuvo su estreno mundial en el Festival de Cine de Cannes el 15 de julio de 2021.

## Premios
67.ª edición de las Medallas de los Premios Sant Jordi
| Categoría                           | Receptor(es)  | Resultado |
| ----------------------------------- | ------------- | --------- |
| Mejor actriz en película extranjera | Tilda Swinton | Ganadora  |